# ISO 19108
Lo standard ISO19108 - Schema temporale fa parte degli standard prodotti da ISO/TC211 e 
definisce gli elementi per la descrizione delle caratteristiche temporali delle informazioni geografiche. 
Lo standard è basato sulle norme nel settore delle tecnologie informatiche esistenti per lo scambio di informazioni temporali.
La norma fornisce una base per la definizione di attributi, operazioni e associazioni degli elementi e per la definizione degli aspetti
temporali dei metadati relativi alle informazioni geografiche. In conseguenza del fatto che la norma è riferita alle caratteristiche temporali delle informazioni geografiche nella loro astrazione dal mondo reale, l'enfasi è posta sulla validità temporale rispetto al
momento della transazione.
La norma italiana UNI-EN-ISO19108 Archiviato il 27 settembre 2007 in Internet Archive. è la versione ufficiale in lingua inglese della norma europea EN ISO 19108 (edizione gennaio 2005).